# Urbès
Urbès település Franciaországban, Haut-Rhin megyében. Lakosainak száma 437 fő (2022. január 1.). Urbès Fellering, Husseren-Wesserling, Storckensohn, Saint-Maurice-sur-Moselle és Bussang községekkel határos.

## Népesség
A település népessége az elmúlt években az alábbi módon változott:
| Lakosok száma | 442  | 433  | 435  | 437  | 438  | 439  | 438  | 437  |
|               | 2013 | 2015 | 2017 | 2018 | 2019 | 2020 | 2021 | 2022 |